# Roosbout

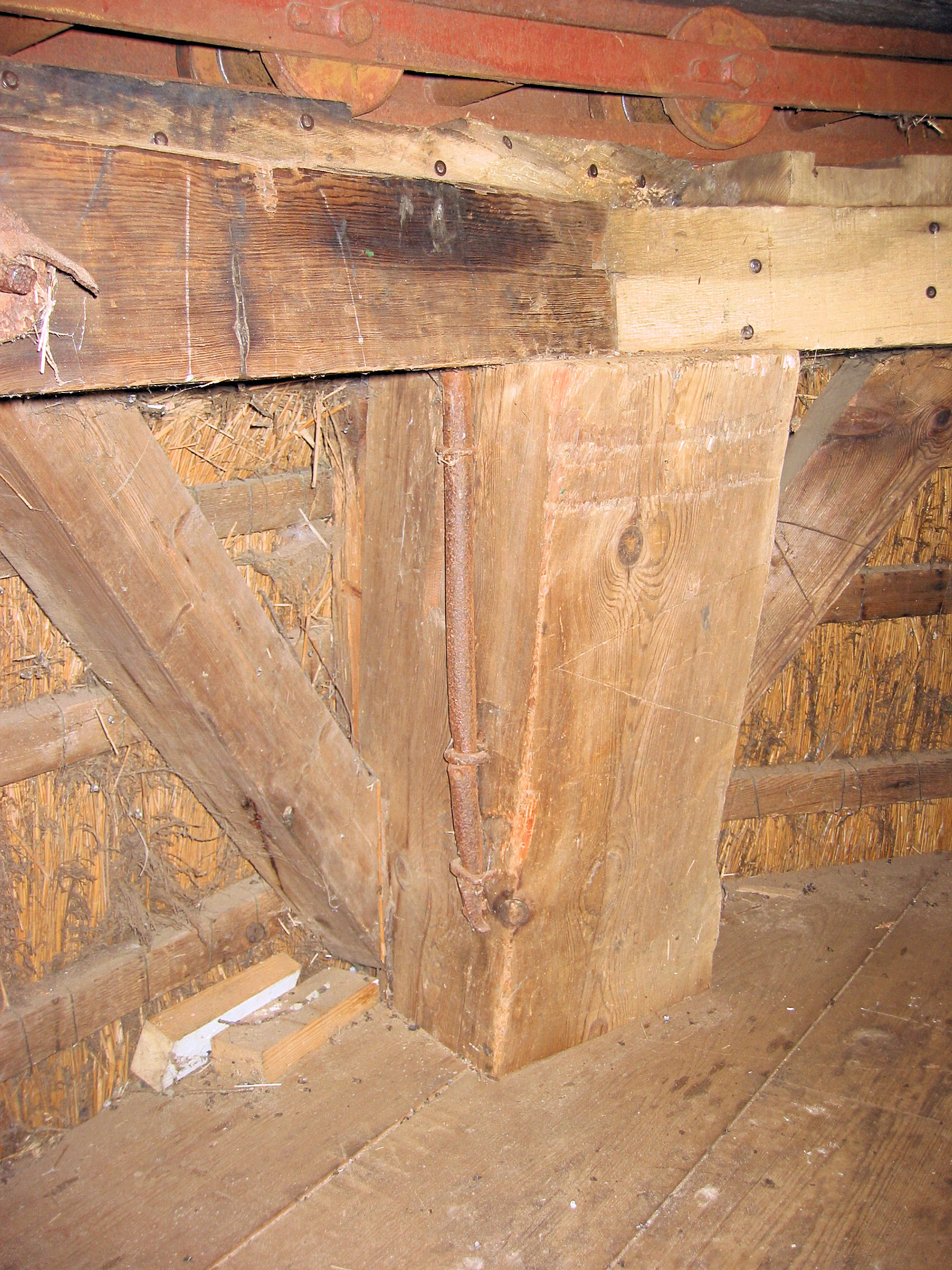
Roosbout bij verbinding van achtkantstijl met boventafelement van de Walderveense molen

Een roosbout of rozebout is een smeedijzeren bout, waarvan het onderste deel van nokken is voorzien.
Een roosbout wordt in een windmolen toegepast daar waar op het eind van een balk een haakse houtverbindingen voorkomt. De roosbout gaat door het ene gedeelte van de verbinding en langs het andere gedeelte. De verbinding wordt met krammen achter de nokken vastgezet.

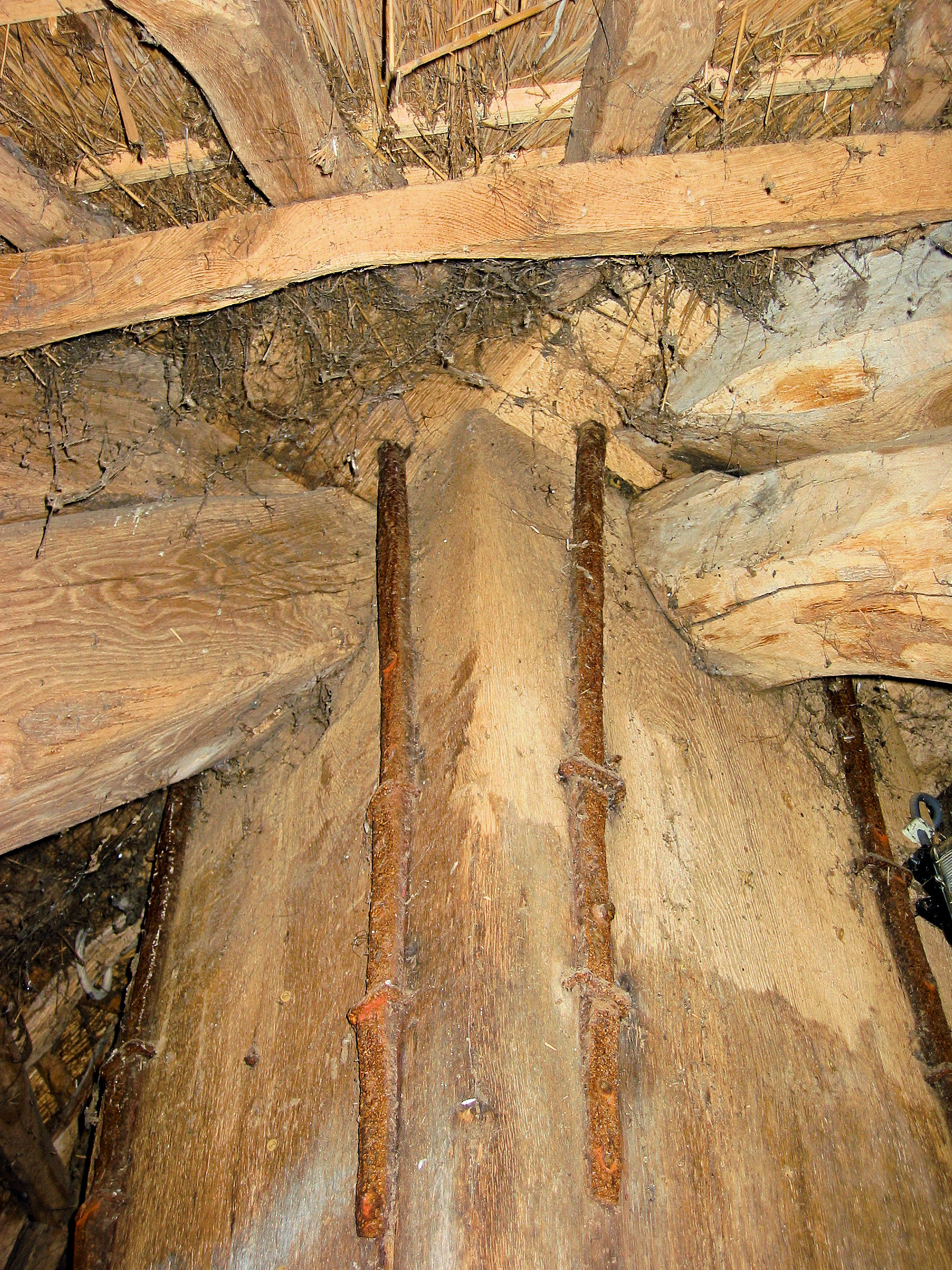
Roosbouten bij de zetel van de Doesburgermolen